# Sergio Gutiérrez Ferrol
Sergio Gutiérrez Ferrol (* 5. März 1989 in Alicante) ist ein spanischer Tennisspieler.

## Karriere
Gutiérrez Ferrol spielte von 2006 an Turniere auf der ITF Future Tour. Dort spielte er lange Turniere, bevor sich erst 2008 Erfolg einstellte, als er erstmals weiter als das Viertelfinale kam und direkt den Titel gewann. 2007 gewann er die nationalen spanischen Jugendmeisterschaften. In San Sebastián spielte er zudem das erste Turnier der ATP Challenger Tour und erreichte auf Anhieb das Viertelfinale. Das Jahr schloss er in den Top 500 ab. 2009 gewann er drei Futures und verbesserte sich so um weitere 150 Plätze. 2010 gewann er fünf Futures und schloss auf Platz 262 ab. 2011 war weniger erfolgreich und der Spanier verlor in der Weltrangliste an Boden.
2012 wurde dann sein bis dahin bestes Jahr. Nachdem er im Vorjahr zu seinem Debüt auf der ATP World Tour in Casablanca gekommen war und zum Auftakt verloren hatte, erreichte er 2012 aus der Qualifikation startend das Viertelfinale. Dort besiegte er u. a. den Top-100-Spieler Rui Machado und im Achtelfinale den Tunesier Lamine Ouahab. In den folgenden Monaten spielte der Spanier hauptsächlich Challengers und konnte dort einige Viertelfinals und das Halbfinale in Madrid erreichen. Außerdem stand er bei einem Grand-Slam-Turnier, den US Open, in der letzten Runde der Qualifikation und verlor dort gegen Bobby Reynolds. In der Rangliste war er am Jahresende an Platz 178 notiert, sein bis dahin bestes Saisonergebnis. Nach einigen Turnieren im Jahr 2013 machte Gutiérrez Ferrol eine Pause vom Tennis und spielte bis Mitte 2017 nur sehr vereinzelt Turniere. Grund hierfür waren psychische Probleme mit Angstzuständen und zu hohem Erfolgsdruck. In dieser Zeit begann er mit ausgeprägtem Laufsport.
Mitte 2017 begann Gutierrez Ferrol wieder regelmäßig Tennis zu spielen. Schnell konnte er dabei an alte Erfolge anknüpfen. Zu seinen bereits gewonnenen 12 Future-Titeln kamen zwischen Juni 2017 und Juni 2018 weitere 7 Titel hinzu, wodurch er ab Mitte 2018 ausschließlich bei Challenger an den Start gehen kann. Im Doppel hatte er bis dahin 6 Titel erspielt. Im Juli 2018 schaffte er den Finaleinzug beim Challenger in San Benedetto, wo er noch dem Kolumbianer Daniel Elahi Galán unterlag. Eine Woche später in Padua gewann er dann seinen ersten Challenger gegen den Italiener Federico Gaio im Finale. Dadurch kam er wenig später mit Platz 156 zu seinem Karrierebestwert.

## Erfolge
| Legende (Anzahl der Siege)  |
| Grand Slam                  |
| ATP World Tour Finals       |
| ATP World Tour Masters 1000 |
| ATP World Tour 500          |
| ATP World Tour 250          |
| ATP Challenger Tour (1)     |

### Einzel

#### Turniersiege
| Nr. | Datum         | Turnier | Belag | Finalgegner   | Ergebnis      |
| --- | ------------- | ------- | ----- | ------------- | ------------- |
| 1.  | 29. Juli 2018 | Padua   | Sand  | Federico Gaio | 6:2, 3:6, 6:1 |